# Delicious (pel·lícula)
Delicious és una pel·lícula dramàtica alemanya del 2025 escrita i dirigida per Nele Mueller-Stöfen en el seu debut com a directora. La pel·lícula segueix una família alemanya adinerada que contracta una dona jove com a minyona durant les seves vacances d'estiu a la Provença, després de les quals la vida de tota la família canvia gradualment, amb conseqüències dramàtiques.
La pel·lícula seleccionada a Panorama 2025 es va estrenar al 75è Festival Internacional de Cinema de Berlín el 18 de febrer de 2025. Va ser llançat a tot el món per a streaming a Netflix a partir del 7 de març de 2025. Ha estat subtitulada al català.

## Repartiment
- Valerie Pachner com a Esther
- Fahri Yardım com a John
- Carla Díaz com a Teodora
- Naila Schuberth com a Alba
- Caspar Hoffmann com a Philipp
- Julien de Saint Jean com a Lucien
- Sina Martens com a Cora
- Johann von Bülow com a Aki
- Nina Zem com a Estelle
- Miveck Packa com a Prince
- Tom Rey com a Bojan
- Mélodie Casta com a Amber
- Joep Paddenburg com a Erik

## Producció
El rodatge va començar el 2023 a ubicacions a Avinyó i va acabar el 24 de novembre de 2023 a Provença-Alps-Costa Blava. És una producció de Komplizen Film per a Netflix..